# Mạng xã hội liên hợp
Mạng xã hội liên hợp hoặc mạng xã hội phi tập trung là dịch vụ mạng xã hội mà có nhiều nhà cung cấp trên cùng một nền tảng (tương tự như email).
Nó bao gồm nhiều trang web, người dùng ở trang web này có thể giao tiếp với người dùng của trang web khác. Dưới góc nhìn xã hội học, khái niệm này được ví như phương tiện truyền thông công cộng.
Một trang web tham gia vào một mạng xã hội liên hợp phải có khả năng liên kết và tương thích với các trang web khác. Giao tiếp giữa các trang web được thực hiện về mặt kỹ thuật thông qua các giao thức mạng xã hội. Mạng xã hội liên hợp sử dụng phần mềm xách tay nên dễ dàng sử dụng được trên các nền tảng máy tính khác nhau. Mạng xã hội liên hợp tương phản với mạng xã hội truyền thống ở chỗ quyền kiểm soát không tập trung toàn bộ vào tay bất cứ cá nhân, tổ chức nào (như trường hợp Facebook, Inc. đang kiểm soát Facebook).

## Phần mềm và giao thức
Những dự án mạng xã hội liên hợp hiện nay hầu hết đều tự phát triển và phát hành phần mềm, giao thức hoặc cả hai dưới hình thức miễn phí hoặc phần mềm nguồn mở. Một số phần mềm hoặc ứng dụng của mạng xã hội liên hợp nổi tiếng nhất bao gồm:
- Diaspora (mạng xã hội)
- Friendica (mạng xã hội)
- GNU Social (tiểu blog)
- Kune (mạng xã hội)
- Mastodon (mạng xã hội)
- Minds (mạng xã hội)
- Movim (mạng xã hội)
- Nextcloud (lưu trữ và chia sẻ dữ liệu)
- ownCloud (lưu trữ và chia sẻ dữ liệu)
- pump.io (streaming)
- RetroShare (nhắn tin và chia sẻ tập tin)
- Twister (tiểu blog)

Những tiêu chuẩn mở như OAuth (chứng thực danh tính), OpenID (chứng thực danh tính), OStatus (cập nhật trạng thái), ActivityPub (giao thức mạng), XRD (metadata), Portable Contacts (giao thức mạng), WFP (giao thức mạng), XMPP (hay còn gọi là Jabber), OpenSocial (giao diện lập trình ứng dụng), XFN (danh bạ điện tử), hCard (danh bạ điện tử), Atom (tiêu chuẩn Web), Open Stack (tiêu chuẩn điện toán đám mây)... cũng áp dụng công nghệ của mạng xã hội liên hợp.

## Lịch sử
Electronic Frontier Foundation (EFF) – tổ chức ủng hộ tự do dân sự trên Internet có đại diện pháp lý tại Hoa Kỳ, tán thành mô hình mạng xã hội liên hợp như là một thứ "có thể trả lại quyền kiểm soát và lựa chọn hợp lý cho người dùng Internet" và cho phép người dùng mạng xã hội "lựa chọn dịch vụ và nhà cung cấp tốt hơn nhằm bảo vệ an toàn lẫn tính ẩn danh của họ".
World Wide Web Consortium (W3C) – hiệp hội thiết lập các tiêu chuẩn cho World Wide Web, cũng đã vận động xã hội phát triển các tiêu chuẩn cho khả năng tương tác ứng dụng web xã hội vào tháng 7 năm 2014.